# 국제차량제작 시발

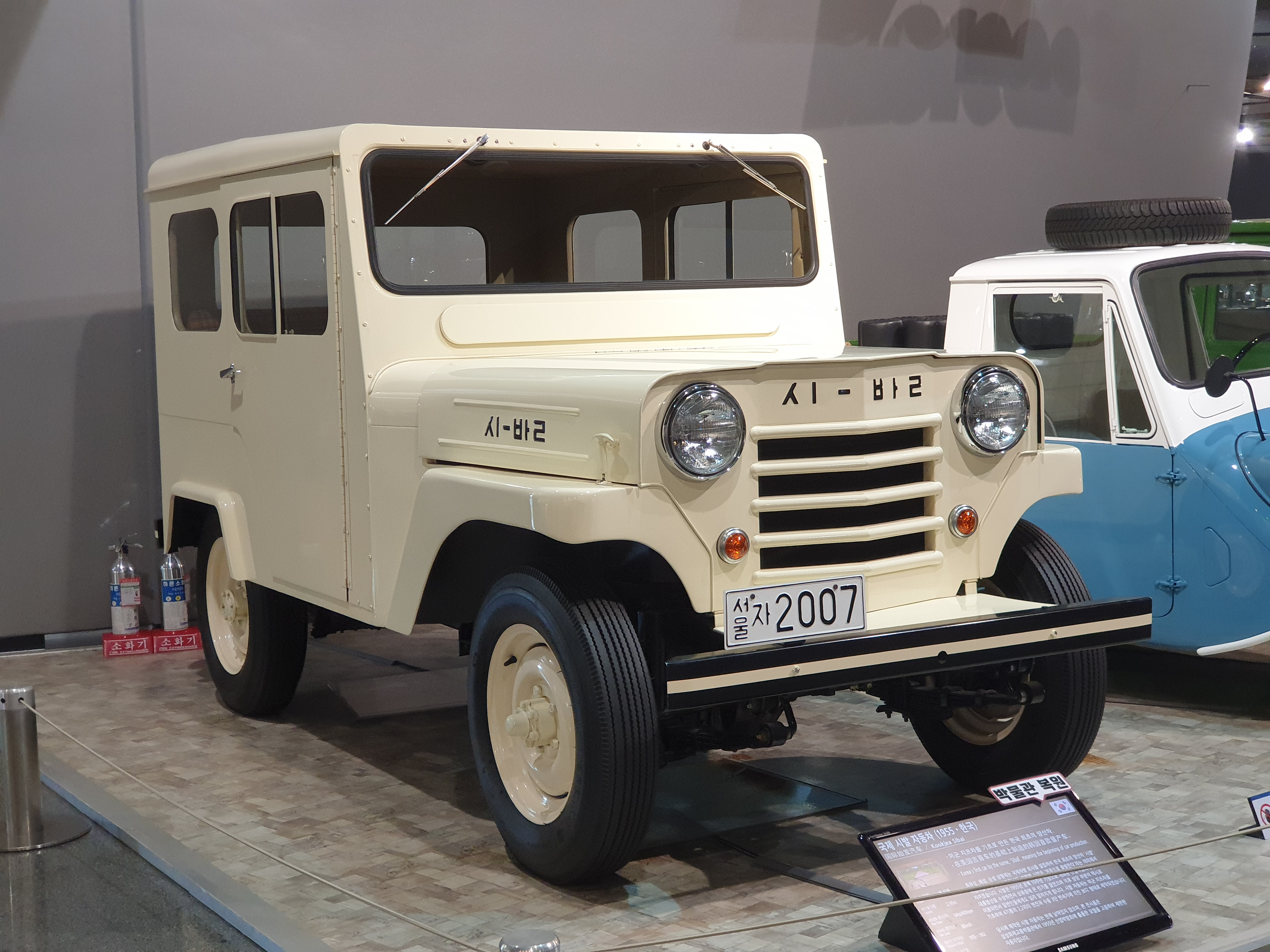
국제차량제작 시발 정측면

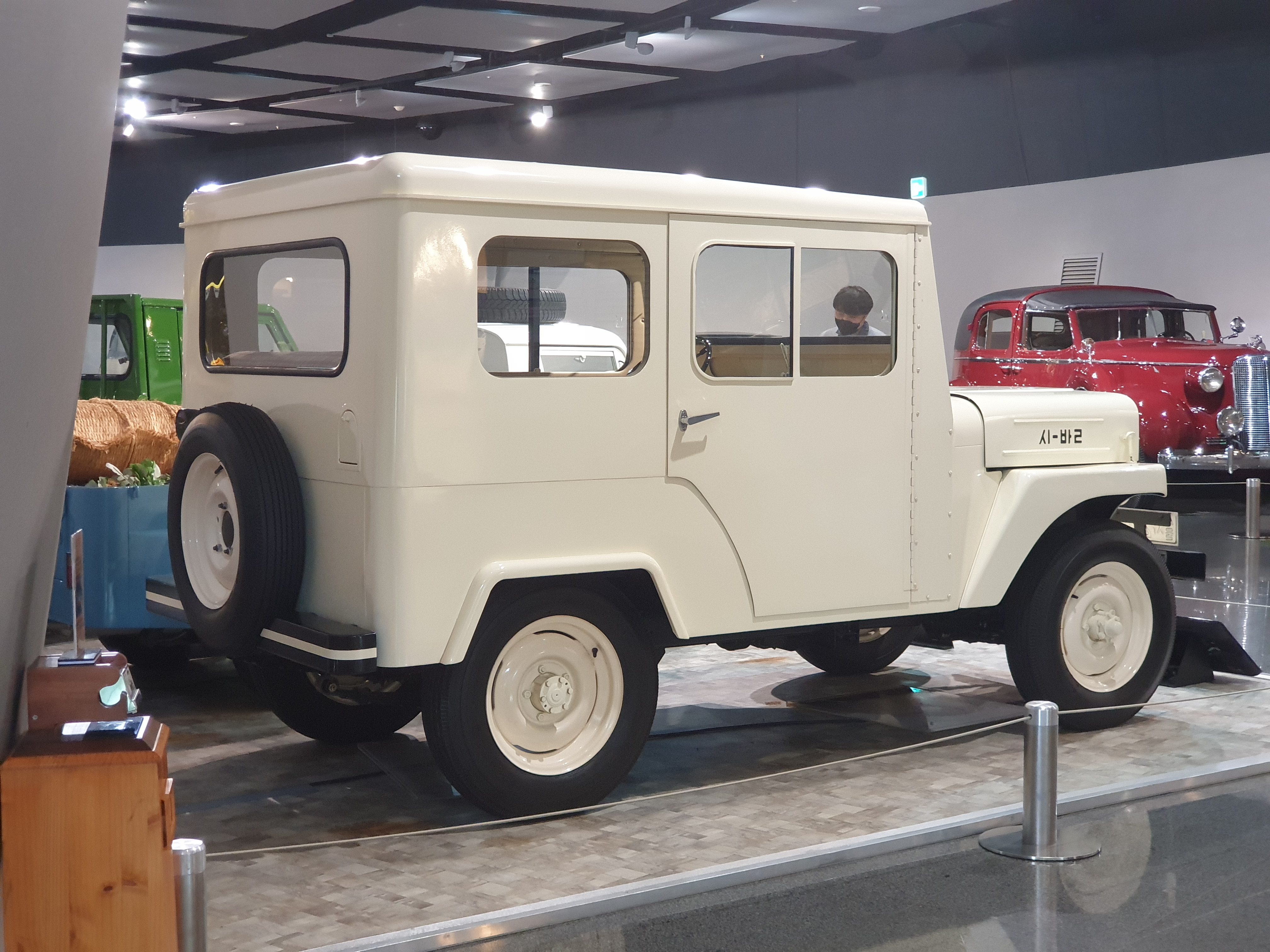
국제차량제작 시발 후측면

시발(始發)  자동차는 1955년 8월부터 1963년 5월까지 시발자동차 주식회사에서 제작한 자동차로 대한민국에서 제작된 최초의 스포츠 유틸리티 자동차이자, 4륜구동 자동차이다. 대한민국 최초로 자동차 생산의 시작이라는 의미로 한자어 ‘시발(始發)’을 사용했으며, 상표는 한글로 한글 차 으로 표기했다.

## 개요
시발 자동차는 국제차량제작의 창업자인 최무성, 최혜성, 최순성 3형제가 1955년 10월 광복 10주년을 기념하여 국산장려회가 주최한 산업박람회 때 출품하여 최우수 상품과 대통령상을 수상하면서 일반인에게 알려졌다.
그때 출품한 시발 자동차는 4기통 지프형으로 6인승이었다. 부품 국산화에 노력을 기울였는데, 엔진, 타이어, 전조등, 바디, 그리고 프레임 국산화에 성공하였다. 다만 이로 인해 많은 품질문제를 유발하였다고 한다. 유리는 2중접합유리나 강화유리가 아닌 일반 유리를 사용하여 비포장 도로를 갈 때 깨지는 일도 있었다. 경향신문의 1955년 10월 1일자 기사에 따르면 당초 생산가격은 시발 자동차 가격은 90만 환대였다고 한다. 처음에는 8만 환대였고, 1년 뒤에 택시운송회사들이 관심을 가지게 되자 30만 환대까지 오른 가격에 판매되었다. 모델 후기에는 시발 픽업과 시발 세단이 있었는데 시발 세단은 국내최초의 스테이션 왜건으로 월 100대까지 생산할 수 있도록 생산량을 높혔고 미국승용차의 디자인을 들여왔다고 한다. 하지만 높은 가격과 생산성 문제로 인해 몇대 생산하지 못했다. 그리고 시발 픽업은 시발자동차의 부품 운반용으로 2대 생산했다. 그러나 급격한 자동차 증가로 석유 파동을 우려한 당시 이승만 정부는 1957년 5월 8일 자동차의 수를 제한하는 긴급조치인 5·8 라인을 발동하면서, 시발자동차는 판매에 타격을 입기도 했다. 일명 황색딱지라는 자동차 제작 허가서에 따라 시발 자동차를 제작하던 국제차량제작은 5·16 군사 정변 이후 정부 보조금 중단과 새나라자동차가 1962년 닛산 블루버드를 반제품으로 수입해 새나라 자동차라는 이름으로 판매하면서, 판매 급감으로 1963년 5월에 누적대수 2,235대를 생산한 후 시발 자동차는 단종됐다. 현재 대한민국에서 생산 당시의 차량은 존재하지 않으며 후일 남아 있는 자료 등을 바탕으로 똑같이 만든 차량(복각차량)만이 존재한다.

## 국산화 논란
시발 자동차의 엔진은 당시 자동차 정비 및 재생 업체였던 국제차량공업에 1953년 입사한 기술자 김영삼 주도로 국산화가 이뤄졌다. 처음에는 주로 미군의 지프를 개조하는 작업을 하다, 1955년 3월 실린더 헤드를 국산화하는 데 성공하였고 변속기와 차축 등은 미군 지프의 부품을 재생해 사용한 시-발 자동차를 생산하였다.
이후 김영삼은 실린더 블록의 국산화에도 기여하였다(1956년도까지 국제차량 근무). 국제차량공업은 이후 점진적으로 메탈 베어링, 밸브가이드, 클러치 디스크, 클러치 압력판, 배터리, 브레이크 라이닝 등을 직접 제작하는 국산화 계획을 추진하였다. 1958년 정부 제출용 자료에 따르면, 1958년까지 차체 및 엔진을 포함한 시발 자동차의 국산화율은 약 56% 정도라고 되어 있으며, 1960년까지 자체 생산 84%에 대한민국산 부품 16%를 사용하여 100% 국산화를 달성할 계획이라 밝히고 있다. 이러한 내용들을 종합하여 보면, 1955년에 제작된 자동차는 엔진의 일부 부품 정도만 국산화된 엔진을 사용한 것으로 추정되고 있다.
또한 시발 자동차의 엔진이 군용 지프에 사용되었던 고-데빌(Go-Devil) 엔진을 복제하는 것으로 국산화를 시작하였기 때문에 당시부터 시발 자동차의 엔진이 미군 지프의 엔진을 재생해 사용했다는 논란도 있었다. 이에 창업주인 최무성과 당시 공장장이었던 오원철은 1992년 월간 자동차생활과의 인터뷰에서 크게 카뷰레터(carburetor), 미션기어, 차동기어 등을 제외한 대부분의 부품을 점진적으로 국산화했다고 밝혔다.
당시 시발 자동차가 과연 최초의 대한민국 자동차라고 볼 수도 있었겠지만 엄연히 말하면 개조 자동차이며 수많은 대한민국의 자동차 회사가 다른 나라의 자동차를 비교적 쉽게 조립 생산하여 판매하면서 성장해 온 것에 비할 때, 전쟁의 폐허 속에서 한국인의 손으로 자동차와 엔진을 만들어보겠다는 의지는 높이 평가받았다.

## 복각차량
현재 대한민국에는 시발 자동차의 생산 당시 진품은 남아있지 않다. 다만 몇몇 유지들에 의해 윌리스 MB, 쌍용 코란도 등을 베이스로 만들어진 복각차량들이 제작되어, 현재 2곳의 박물관에 나누어 보존 중에 있다.
복각차량은 드라마/CM촬영용 올드카 렌트업체인 금호상사에서 만든 2대 이상의 모델과, 경기도 용인 삼성교통박물관에서 만든 1대가 있다. 이 중 삼성교통박물관에서 만든 복각차량은 1955년 산업박람회 대통령상 수상 당시의 프로토타입을 재현한 것으로, 박물관 차원에서 직접 재현 프로젝트를 구성해 최무성 일가의 후손 및 기타 관련자들의 조언을 받아 만들어 오리지널 모델에 훨씬 가까운 인상을 주고 있다.

### 복각차량들의 소재지
- 금호상사 제작 차량(민트색)

- 촬영 대여용 1대
- 삼성교통박물관 1대 (독립기념관 소장 차량 대여 전시 중)
- 제주 세계자동차박물관 1대
- 대한민국역사박물관 1대
- 삼성교통박물관 제작 차량(백색)

- 삼성교통박물관 1대

## 제원
단기 4288년식 시발 지프 A형(6인승)
- 엔진 : 직렬 4기통 2,195cc 엔진
- 변속기: 전진 3단, 후진 1단
- 최고속도 : 시속 80킬로미터
- 차중 : 1.5톤
- 앞뒤 바퀴 간 거리 : 84인치[2]
- 바퀴 폭 : 49 1/4 인치
- 전장 : 133인치
- 전고 : 68인치
- 구동방식 : 4륜 구동

단기 4288년식 세단형 (9인승)
- 엔진 : 직렬 6기통
- 앞뒤 바퀴 간 거리 : 112인치
- 바퀴 폭 : 58 인치
- 전장 : 184인치
- 전폭 : 75인치
- 전고 : 65인치
- 구동방식 : 4륜 구동

## 참고 자료
- 김은신 (1995년 11월 1일). 〈국산 자동차/선수금 받고 밤새워 제작한 시-발〉. 《이것이 한국 최초》. 삼문. ISBN 978-89-85407-35-9.